# ويليام هنري أتكينسون
ويليام هنري أتكينسون هو طيار كندي، ولد في 22 أبريل 1923 في Minnedosa, Manitoba ‏ في كندا، وتوفي في 18 يوليو 2015.